# Микава
Микава (яп. 三川町 Микава-мати) — посёлок в Японии, находящийся в уезде Хигаситагава префектуры Ямагата. Площадь посёлка составляет 33,21 км², население — 7649 человек (1 августа 2014), плотность населения — 230,32 чел./км².

## Географическое положение
Посёлок расположен на острове Хонсю в префектуре Ямагата региона Тохоку. С ним граничат города Цуруока, Саката и посёлок Сёнай.

## Население
Население посёлка составляет 7649 человек (1 августа 2014), а плотность — 230,32 чел./км². Изменение численности населения с 1980 по 2005 годы:
| 1980 | 8479 чел. |  |
| 1985 | 8511 чел. |  |
| 1990 | 8263 чел. |  |
| 1995 | 8188 чел. |  |
| 2000 | 7879 чел. |  |
| 2005 | 8003 чел. |  |

## Символика
Деревом посёлка считается Zelkova serrata, цветком — цветок репы.